# Flunitrazepam (låt)
Flunitrazepam är en låt med den svenska artisten Timbuktu, och är med på hans genombrottsskiva "The Botten is Nådd". Låten handlar om det narkotikaklassade läkemedlet flunitrazepam.
Flunitrazepam är ett lugnande, muskelavslappnande och kramplösande preparat som skrivs ut av läkare till personer med sömnproblem. Det kan även göra en aggressiv.
I låten följer man ett piller (som då är ett flunitrazepam-piller), från att det uppfinns, tills det hamnar hos en läkare, som skriver ut det till en fattig mamma. Låten slutar sedan med att hennes son tar pillret, och sedan vodka, vilket tillsammans gör honom väldigt arg. Han hämtar en kniv, vilken han tänker sig skada rektorn med, (har tidigare i låten sagt att han inte är välkommen tillbaka till skolan, bland annat för att han är bråkig,) och han ramlar i köket och får kniven i magen.